# Jardín Etnobotánico y Medicinal Guácimo
El Jardín Etnobotánico y Medicinal Guácimo es un jardín botánico que alberga especies vegetales de diferentes zonas bioclimáticas de Costa Rica que se encuentra en la Universidad EARTH (Escuela de Agricultura de la Región Tropical Húmeda) en el Cantón de Guácimo en la Provincia de Limón, Costa Rica.
Tiene lazos de cooperación con el Latin American Ethnobotanical Garden de la Universidad de Georgia, Estados Unidos.

## Localización
En el distrito de Las Mercedes se encuentra la Universidad EARTH (Escuela de Agricultura de la Región Tropical Húmeda), reconocida a nivel internacional por la alta calidad de su programa académico e investigación en al área de la agricultura tropical.
Jardín Etnobotánico y Medicinal Guácimo, Centro Privado de Investigación Universidad EARTH distrito de Las Mercedes Cantón de Guácimo en la Provincia de Limón, 29200 Costa Rica. 
Planos y vistas satelitales.10°10′40″N 83°36′50″O / 10.17778, -83.61389
- Promedio anual de lluvias: 2 800 mm
- Altitud: 95 m s. n. m.

## Historia
La Universidad EARTH, es una universidad regional agrícola establecida con la ayuda de Estados Unidos en 1990.
El campus de la Universidad EARTH tiene 52 981 m² en una propiedad de 33,76 km² en Guácimo e incluye instalaciones educativas, una biblioteca especializada en temas agrícolas y ambientales, laboratorios, una reserva de selva tropical con bosques primarios y renovales, y una granja dedicada a la producción agrícola y ganadera.
El proyecto del Jardín Etnobotánico y Medicinal Guácimo surge del hermanamiento entre los investigadores de la Universidad EARTH y la Universidad de Georgia como una colaboración a largo plazo. 
El proyecto del jardín implica el intercambio de profesores y estudiantes de ambas universidades, así como la ampliación y rediseño del jardín de plantas medicinales en EARTH. 
Esta colección cuenta con plantas medicinales que crecen bien en las tierras bajas tropicales húmedas de Costa Rica y América tropical en general. 
Es un jardín de enseñanza donde los estudiantes aprenden a identificar, propagar, cultivar y utilizar las plantas medicinales

## Colecciones
El plan para el jardín en EARTH sigue metas similares al jardín en Universidad de Georgia (UGA), utilizando técnicas de construcción locales y el material disponible, y haciendo hincapié en un área de siembra de forma orgánica, bancos y áreas pavimentadas. 
El primer estudiante de intercambio de la Universidad EARTH comenzó a trabajar en Athens (Georgia) en el semestre de otoño de 1999, en el desarrollo y producción de etiquetado uniforme para material vegetal en los dos jardines.
Las plantas que se muestran en este jardín botánico están perfectamente identificadas con su nombre científico, la familia, el nombre vulgar, el hábitat y su uso.
Las plantas, árboles y arbustos, se muestran agrupadas según diferentes biotopos.
El equipo del jardín botánico realiza estudios etnobotánicos en comunidades indígenas y campesinas del país.